# Nemes János (politikus)
Nemes János (Hídvégi Nemes János) (Hídvég, 1630. – Szatmár, 1688. április 19.) politikus, naplóíró.

## Életpályája
Szülei: Nemes Tamás főkapitány és Mikó Zsuzsa voltak. Eleinte a Rákóczi-család udvari embereként dolgozott. 1651-ben követségben ő kísérte Sárospatakra Rákóczi Zsigmond ifjú menyasszonyát, a pfalzi választófejedelem leányát. Később Apafi fejedelem pártjára állt és annak szolgálatában végzett fontos diplomáciai munkát. Két ízben járt a török portán. 1669-ben részt vett a Felső-Magyarország és Erdély közötti vitás kérdések tisztázására egybehívott eperjesi tárgyalásokon. 1678-ban tagja lett az erdélyi fejedelmi tanácsnak. Naplója csak 1794-ből származó másolatban maradt fenn (eredetiből csak töredékek). Az Erdélyi Múzeumi Egylet kézirattárában őrzött másolat alapján tette közzé Tóth Ernő Hidvégi id. Nemes János naplója az 1651–1686 évekről címmel a Történelmi Tárban (1902-03).